# Бразил на Светском првенству у атлетици у дворани 2014.
Бразил је на 15. Светском првенству у атлетици у дворани 2014. одржаном у Сопоту од 7. до 9. марта учествовао петнаести пут, односно учествовао је на свим првенствима до данас. Репрезентацију Бразила представљало је седам такмичара (4 мушкарца и 3 жене), који су се такмичили у 6 дисциплина (3 мушке и 3 женске).,
На овом првенству Бразил је по броју освојених медаља делио 14. место са освојеном једном медаљом (златна). Поред тога изједначен је један национални рекорд, остварен један лични и три рекорда сезоне. У табели успешности према броју и пласману такмичара који су учествовали у финалним такмичењима (првих 8 такмичара) Бразил је са 4 учесника у финалу заузео 16. место са 20 бодова.

| Плас. | Земља  | 1. место | 2. место | 3. место | 4. место | 5. место | 6. место | 7. место | 8. место | Бр. финал. | Бод. |
| ----- | ------ | -------- | -------- | -------- | -------- | -------- | -------- | -------- | -------- | ---------- | ---- |
| 16.   | Бразил | 1        | 0        | 0        | 2        | 0        | 0        | 1        | 0        | 4          | 20   |

## Учесници
| Мушкарци: - Андерсон Енрикес — 400 м - Мауро Виницијус да Силва — Скок удаљ - Тијаго Браз да Силва — Скок мотком - Аугусто де Оливеира — Скок мотком | Жене: - Франсијела Красуки — 60 м - Фабијана Мурер — Скок мотком - Кејла Коста — Троскок |  |

## Освајачи медаља

### Злато (1)
- Мауро Виницијус да Силва — Скок удаљ

## Резултати

### Мушкарци
| Атлетичар                | Дисциплина  | Лични рекорд | Квалификације | Квалификације | Финале               | Финале       | Детаљи |
| Атлетичар                | Дисциплина  | Лични рекорд | Резултат      | Место         | Резултат             | Место        | Детаљи |
| ------------------------ | ----------- | ------------ | ------------- | ------------- | -------------------- | ------------ | ------ |
| Андерсон Енрикес         | 400 м       |              | 46,82 ЛР      | 4. у гр. 3    | Није се квалификовао | 12 / 25 (27) |        |
| Мауро Виницијус да Силва | Скок удаљ   | 8,28 НР      | 8,02 кв, ЛРС  | 7             | 8,28 НР              |              |        |
| Тијаго Браз да Силва     | Скок мотком | 5,76 НР      |               |               | 5,75                 | 4 / 12       |        |
| Аугусто де Оливеира      | Скок мотком | 5,71         | 5,65 ЛРС      | 7 / 12        |                      |              |        |

### Жене
| Атлетичарка        | Дисциплина  | Лични рекорд | Квалификације | Квалификације | Полуфинале | Полуфинале | Финале                | Финале  | Детаљи |
| Атлетичарка        | Дисциплина  | Лични рекорд | Резултат      | Место         | Резултат   | Место      | Резултат              | Место   | Детаљи |
| ------------------ | ----------- | ------------ | ------------- | ------------- | ---------- | ---------- | --------------------- | ------- | ------ |
| Франсијела Красуки | 60 м        | 7,19 НР      | 7,25 КВ       | 3. у гр. 6    | 7,31       | 5. у гр. 3 | Није се квалификовала | 17 / 43 |        |
| Фабијана Мурер     | Скок мотком | 4,82 НР      |               |               |            |            | 4,70 ЛРС              | 4 / 12  |        |
| Кејла Коста        | Троскок     | 14,11 НР     | 13,64         | 10            |            |            | Није се квалификовала | 10 / 11 |        |